# Comerç al detall
|  | No s'ha de confondre amb B2C. |

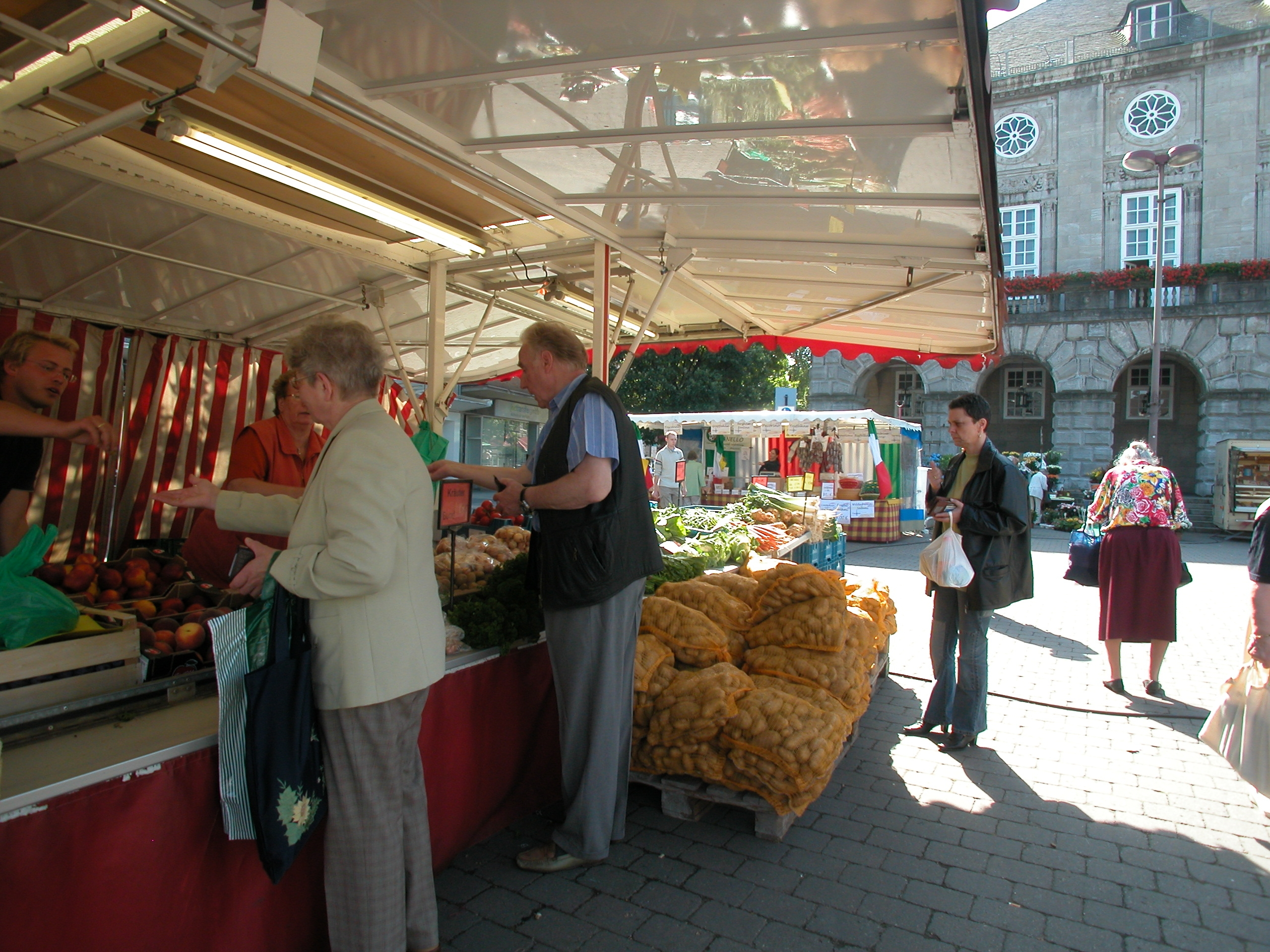
Mercat tradicional en els Països Baixos

El comerç al detall, també conegut com a comerç detallista, comerç minorista, comerç a la menuda, comerç menudista o petit comerç, és l'empresa comercial que ven productes al consumidor final. Són l'última baula de la cadena de distribució de mercaderies, el qual està en contacte amb el mercat. Els professionals es diuen detallistes.
El comerç de detall compra productes en grans quantitats a fabricants o importadors, bé directament o a través d'un majorista. No obstant això, ven unitats individuals o menudes quantitats al públic en general, normalment, en un espai físic dit tenda. Són importants perquè poden alterar, frenant o potenciant, les accions de màrqueting i marxandatge dels fabricants i majoristes. Són capaços d'influir en les vendes i resultats finals dels articles que comercialitzen.

Algunes legislacions defineixen al minorista com: 
| « | «aquell que està situat en la penúltima fase de la cadena de comercialització, que transfereix béns o presta serveis a consumidors finals situats en l'última fase d'aquesta cadena, siguen aquests contribuents ordinaris o no de l'impost tipus al valor agregat. Les transferències només es referiran a productes acabats i no a matèries primeres o insumos per a la seua elaboració». | » |

## Tipologia

### Segons la seva forma de venda
Segons el sistema de venda, el comerç al detall es pot classificar en: tradicional, de lliure servei, mixt i de venda sense establiment comercial.
- Comerç tradicional: Es caracteritza per tres elements: taulell, venedor i magatzem. Entre el comprador i la mercaderia que es desitja adquirir existeix un taulell; així, la mercaderia no està a l'abast del comprador. Hi ha un venedor que mostra els productes, els posa a la disposició del comprador i explica (embene o argumenta) les característiques o punts forts de la mercaderia. El comprador coneix l'article a través del venedor. A més, existeix un magatzem, separat de l'espai dedicat a la venda, on es guarda i oculta la mercaderia; el comprador no sap si un determinat article està disponible o esgotat. Són les menudes tendes, carnisseries, xarcuteries, estancs, farmàcias, fruiteries, merceries, papereries, quioscs, sabateries...

- Comerç de lliure servei: Es basa a proporcionar al consumidor llibertat per a moure's per l'espai de la tenda i per a confeccionar la seua pròpia "cistella de la compra", triant entre una àmplia gamma o assortiment de productes perfectament empaquetats, etiquetatges i identificats. Els establiments que adopten aquesta forma de venda permeten que el client entre en contacte directe amb la mercaderia; és a dir, sense la intervenció del venedor. Així, els procediments i mètodes de venda del comerç tradicional resulten poc adequats i apareix la necessitat de noves tècniques de venda que s'adapten i permeten el desenvolupament d'aquesta innovació, sorgeix el merchandising. En aquest apartat, estarien inclosos hipermercats, supermercats, autoserveis... També englobaria altres establiments com tendes de tot a 100, tendisques descompte o tendes de conveniència.Llibreria dins d'uns grans magatzems en Taiwan

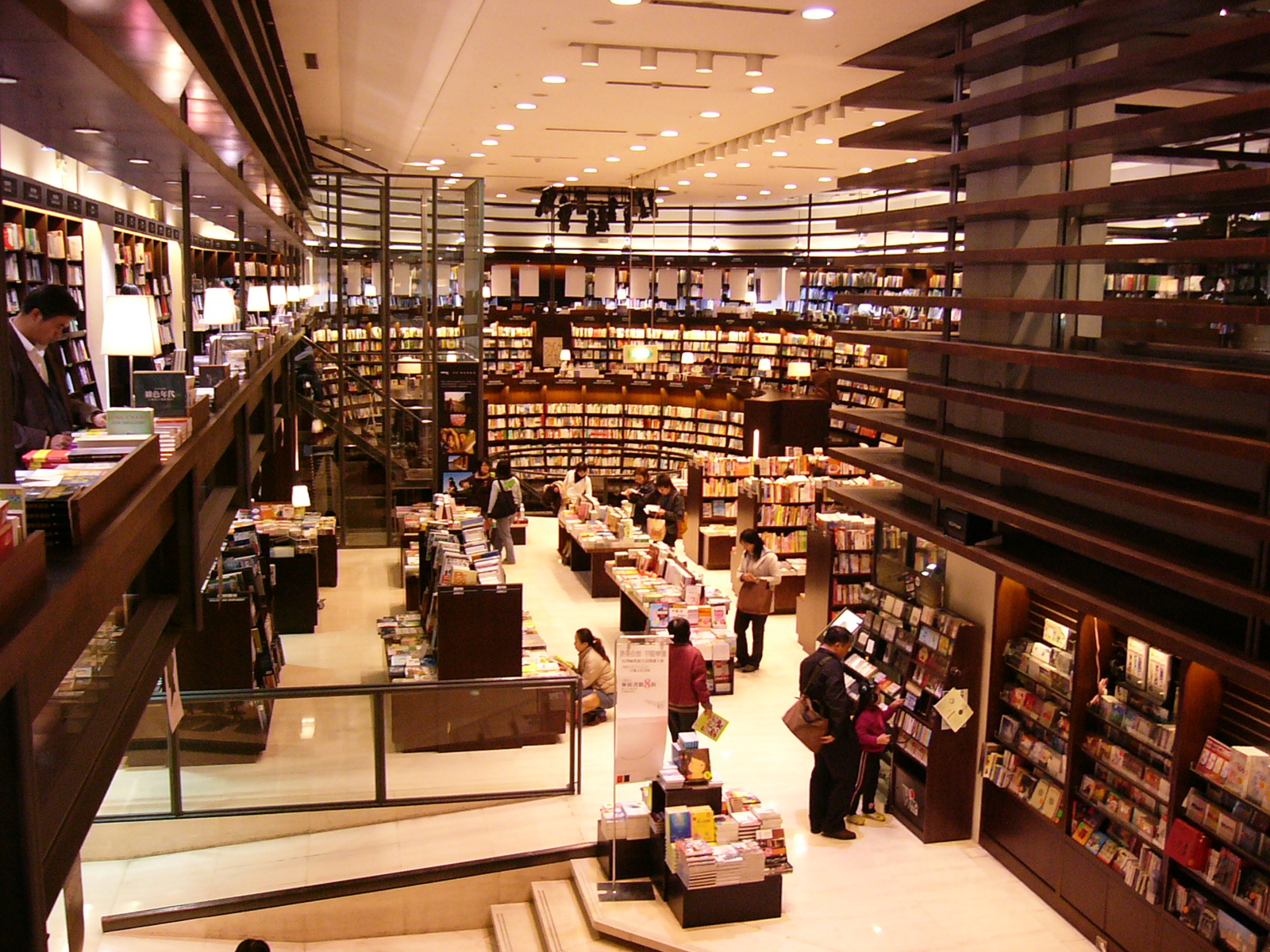
Llibreria dins d'uns grans magatzems en Taiwan

- Comerç mixt: És l'establiment que, a més de disposar d'una sala de vendes com una superfície de lliure servei, que el comprador té accés a les mercaderies sense cap mena de barrera, compte amb venedors que assessoren o presten els seus coneixements i professionalitat per a l'elecció i adquisició dels articles adequats. Aquest apartat inclou algunes tendes especialitzades, com les llibreries; els grans magatzems o tendes per departaments, anomenades també grans superfícies; les grans superfícies especialitzades, anomenades també Category killer i els outlet.

- Venda sense establiment comercial: Pot ser de diversos tipus
  - Venda automàtica o «vending»: És un dispensador o màquina expenedora, on el comprador selecciona un article, introdueix el preu i ho rep.[3]
  - Venda ambulant: Es realitza en rastres, mercadillos i tianguis, és molt similar a un comerç tradicional. També pot ser una venda a domicili o en una menuda reunió d'amics o veïns.[4]
  - Venda a distància: Empra diversos mitjans de comunicació directa per a aconseguir vendes de productes de tota classe, tant béns com serveis. Alguns tipus de venda a distància són: venda per correu, venda per catàleg, venda per telèfon (telemàrqueting), venda per televisió (televenda), venda per ordinador o comerç electrònic.[5]

### Segons la seva agregació
Segons la seua organització jurídica i financera (que afecta el sistema de compres) pot classificar-se en: comerç independent, comerç associat o comerç integrat, gran distribució, franquícies i cooperatives.
- Comerç independent o menut comerç: Es tracta de la tradicional tenda de barri caracteritzada per les seues menudes dimensions i pel seu sistema de venda a través de taulell. Sol dedicar-se a un sol sector: tintoreria, tèxtil, calçat, merceria… Funciona de forma autònoma, independent d'altres comerços del seu gremi o de la seua zona.

- Comerç associat o comerç integrat: Existeixen associacions de comerços independents que pretenen atraure als clients a la zona amb ofertes coordinades o amb altres accions d'animació (llums de Nadal...). Són tendes que es localitzen en un mateix local, com els menuts establiments d'alimentació que s'agrupen en mercats o galeries d'alimentació; altre exemple són les galeries comercials en edificis singulars. Els centres comercials sorgeixen del desenvolupament d'aquestes menudes associacions; en general, tenen un hipermercat o gran superfície i altres comerços més menuts que completen l'oferta a el client potencial de la zona. El més destacable és que estan orientats a un perfil de client determinat i que mantenen una imatge concreta.

- Gran distribució: Grans empreses que actuen al mateix temps com majoristes i minoristes, perquè compren directament a fabricants o productors i venen al consumidor. Generalment, són grups multinacionals. La gran distribució ha desenvolupat els hipermercats i grans superfícies, juntament amb les cridades marques blanques o marques del distribuïdor.

- Franquícia: Tendes que formen part d'una cadena. Es tracta de tendes que, amb el mateix nom i imatge, venen productes similars en diferents ubicacions dins d'una mateixa localitat o en diferents localitats. Les tendes poden pertànyer a un mateix propietari o pot ser una franquícia del propietari que ha signat un contracte amb el franquiciat que la gestiona.

- Cooperativa de consum, també conegut com a Economat en el passat.

## Petit comerç a Catalunya
El petit comerç posseeix una gran importància en el teixit econòmic i social de Catalunya, ja que, tradicionalment, s'ha erigit com un element vertebrador de la vida quotidiana de pobles i ciutats. De tots els establiments de proximitat, els vinculats amb l'alimentació són majoritaris. Alguns, a més, acumulen una trajectòria dilatada. Es tracta, sovint, de comerços d'origen humil i familiar, nascuts de la menestralia i amb el mèrit afegit d'haver-se sabut adaptar al pas del temps malgrat els canvis d'hàbits i les transformacions urbanes. Són, doncs, testimonis vius d'alt valor històric, un fet que els converteix en part fonamental del patrimoni català.
Al segle xix l'increment del petit comerç va anar associat al creixement de la petita burgesia, clau en el desenvolupament econòmic i avantsala de la revolució industrial. El petit comerç històricament s'ha considerat a Catalunya com un dels valors profunds a preservar.

### Restauració
Restaurants, fondes, hotels i cases de menjars són, segurament, els que més han contribuït a la construcció de la identitat culinària del país. Més enllà de l'esclat viscut per la cuina catalana els darrers anys i malgrat alguns dels grans noms que han esdevingut referents de prestigi de la cuina mundial, n'hi ha d'altres que, tot i no gaudir d'un reconeixement tan explícit, són part indestriable de la història gastronòmica de Catalunya. La llista és inacabable, però conté noms tan entranyables –dels més antics de Barcelona– com el 7 Portes, Can Culleretes, Pitarra, Can Lluís, també conegut com a Can Mosques, o cellers com a el Xampanyet o La Plata. La cuina popular i tradicional també ha trobat refugis de qualitat en restaurants com el Motel Empordà de Figueres, considerat un dels punts de partida de la cuina catalana moderna de la mà de Josep Mercader; l'Hispània de les germanes Rexach, a mig camí entre Arenys de Mar i Caldetes; el Boix de Martinet, a la Cerdanya, tot i que ja no està sota la direcció de Josep Maria Boix; la Fonda Europa, de Granollers; el Tall de Conill, a Capellades, des de fa 104 anys; l'hotel restaurant Can Boix de Peramola; la Fonda Emílio, a les Borges del Camp; Ca l'Enric, a la vall de Bianya, i un llarguíssim, etcètera. Són ells els que realment han definit, ja fos conservant les menges antigues o bé creant-ne de noves i popularitzant-ne d'altres, un ric i vast receptari, referent actual en la vida social i econòmica del país.

### Fleques i pastisseries
Les fleques i els forns són establiments que també responen a aquestes característiques, atès el seu paper bàsic en l'alimentació de la població. Cal tenir en compte, però, que la falta de continuïtat generacional en alguns casos i la crisi patida per l'ofici en els darrers anys han fet que molts dels forns es veiessin obligats a tancar. Només a Barcelona, per exemple, en els darrers cinc anys han desaparegut entre un 10 i un 15% dels forns tradicionals.
Malgrat tot, hi ha molts exemples com la Fleca Balmes, creadora del pa de Sant Jordi i el pa de Nadal; la Vidal, ubicada al carrer Girona i amb una decoració modernista; el Forn Sant Jordi, amb l'aparador farcit de dolços i merengues just a tocar de la plaça Sant Jaume; el de la família Cosialls, el Forn de Pa Artesà, al carrer Girona; el Serra, el Boix o el Mistral, tots a Barcelona, que han superat el segle de vida fidels a l'ofici i la tradició. Lluny de la ciutat i repartits arreu del país també hi ha un bon grapat de forns que han fet del pa tot un producte artesà venerat al llarg de nombroses dècades. Són el Forn Can Geroni de Vilanova del Vallès, l'Espiga d'Or a Vilanova i la Geltrú, la Parés a Vilafranca del Penedès, el Forn Montserrat a Girona, el Forn de Pa Soler a Vic, el Jaume Monell a Manresa, Cal Pelegrí a Sant Pau d'Ordal i un llarguíssim, etcètera.
També són força nombroses les pastisseries centenàries, que s'han convertit en una referència del món dolç, especialment idònies per degustar-hi especialitats de la rebosteria catalana tan típiques com els carquinyolis, els bunyols, els tortells, els pans de pessic o les mones. A Banyoles es troba la Boadella, del 1846, que ha fet de la tortada d'ametlles tot un monument. A Olot hi ha la Ferrer, a la plaça Mora des del 1907. Més antiga, del 1886, és la Valero, de Riba-roja d'Ebre i Móra d'Ebre, una institució al sud de Catalunya gràcies als dolços pontets. A Igualada, en canvi, destaca la Targarona, d'elegant estil classicista, com popular és a Manresa la Confiteria L'Englantina. A Vic és coneguda la Roura, com la Monrabà, amb els magnífics miralls, i la Prats, a Lleida. Can Tuyarro a Santa Coloma de Farners s'ha convertit en el temple de les galetes gràcies al ‘virolet' o el ‘torpedo'. De la mateixa manera, Can Sans ha situat la Bisbal d'Empordà en la geografia més llaminera gràcies als bisbalencs. Can Xapa, a Bordils, s'ha donat a conèixer pels bombons i la pastisseria Castelló, l'establiment d'alimentació més antic de Girona, s'ha fet famosa pels xuixos i les galetes anomenades Miralls de Santa Clara.
A Barcelona, grans pastisseries de tota la vida són l'Escribà, inclosa la botiga de les Rambles situada a l'antiga casa de pastes i sopes Figueres; la Foix de Sarrià, amb els famosos pastissos, que data del 1886 i que va veure néixer el gran poeta J.V. Foix; la Mauri, a la Rambla de Catalunya des del 1929 i convertida ja en un lloc de cita obligada a l'hora del berenar; la Mayol, una de les més antigues de la ciutat i situada al barri d'Horta, o la Montserrat del Roc, a la vila de Gràcia i apreciada pels croissants. Tot i no tractar-se de pastisseries, a Barcelona hi ha dos temples dels berenars ensucrats com són la Granja La Catalana, del carrer Petritxol, i la Granja Viader, que va donar vida al Cacaolat l'any 1931.
La passió que generen els dolços també ha beneficiat cases especialitzades en els torrons, els gelats o l'orxata. És el cas dels Torrons Candela a Girona, la Casa Graupera de Mataró, coneguda per les neules, i a Barcelona la Sirvent, del carrer Parlament, o la Planelles Donat, instal·lada des de l'any 1927 al Portal de l'Àngel.

### Colmados
Altres establiments vinculats a la tradició comercial catalana són els colmados, també anomenats colonials o ultramarins, unes botigues especialitzades en els productes d'importació, exòtics i de totes les procedències. No se'n conserven gaires, però La Confiança, a Mataró, és un dels més valuosos. Projectada per Puig i Cadafalch l'any 1894, manté la decoració modernista intacta. Can Moriscot és la referència a Girona, com ho és el colmado Antiga Vilanova del carrer Argenters a Vic.
A Barcelona, Can Ravell; la Graneria Sala, especialitzada en llegums a la Travessera de Gràcia des del 1885; Queviures Serra; La Italiana Rivali, dedicada a la pasta i els productes italians des del 1904; Casa Gispert, única a Europa perquè conserva i manté en funcionament un forn de llenya per torrar fruita seca; i, sobretot, el Colmado Quílez, en la seva cèntrica i cèlebre cantonada, i el Colmado Múrria, amb els cartells de Ramon Casas a la façana, són encara avui i com tota la resta sinònim de qualitat i experiència acumulada.